# Харпала
Харпала је у грчкој митологији била љубавница бога Посејдона.

## Митологија
Харпала је са Посејдоном имала сина Кикна, кога је родила у тајности и оставила на обали мора, где га је одгајио један лабуд. Њено име је, према другим ауторима, било Калика или Скамандродика.

## Напомена
Неки извори наводе ово име као једно од имена Актеонових паса и оно значи „прождрљив“. Међутим, други, угледни извори га не помињу.